# Jean-Jacques Beineix
Jean-Jacques Beineix est un réalisateur, écrivain, dialoguiste, scénariste, producteur de cinéma et metteur en scène français né le 8 octobre 1946 à Paris et mort le 13 janvier 2022 dans la même ville.
Avec seulement six films à son actif, il est l'un des piliers du cinéma du look français. En 1982, il obtient le César de la meilleure première œuvre pour le film Diva et connaît son plus grand succès public, en 1986, avec 37°2 le matin adapté du roman de Philippe Djian. À partir des années 1990, il réalise et produit surtout des documentaires pour la télévision et le cinéma.

## Biographie

### Jeunesse et formations
Jean-Jacques Beineix est le fils de Robert Beineix, directeur d'une compagnie d'assurances, et de Madeleine Maréchal. Élève au lycée Carnot, puis au lycée Condorcet de Paris, il s'inscrit en médecine après son baccalauréat.
Il abandonne la faculté de médecine après mai 1968, tente le concours d'entrée à l'Institut des hautes études cinématographiques (IDHEC) mais, classé 21e, il échoue.
En 1969, après des débuts dans la publicité — auteur, entre autres, du célèbre spot anti-Sida Il ne passera pas par moi, en 1987, —, il travaille comme assistant-réalisateur, notamment pour Jean Becker sur la célèbre série télévisée Les Saintes Chéries (1970), Claude Berri sur Le Cinéma de papa (1970), René Clément sur La Course du lièvre à travers les champs (1971) et Claude Zidi sur L'Animal (1977).

### Carrière
En 1977, Jean-Jacques Beineix réalise son premier court métrage, Le Chien de Monsieur Michel, récompensé par le premier prix au festival Off-Courts Trouville.
En 1981, Diva, son premier long métrage, est un succès populaire et connaît une belle carrière internationale. Malgré ses quatre César, dont le César de la meilleure première œuvre, le film suscite néanmoins le rejet d'une bonne partie de la critique, qui décriera durant toute la carrière du cinéaste  un « esthétisme de pub ». Dominique Besnehard, son ancien directeur de casting, dénonce le rôle des critiques de cinéma qui n'ont jamais été tendres avec lui : « La critique, quand elle décide, avant d'aller voir le film, de ne pas aimer, c'est un mal terrible. »
En 1983 sort La Lune dans le caniveau, tourné dans les mythiques studios de Cinecittà et monté dans ceux de Boulogne. Présenté au festival de Cannes 1983, le film, très mal reçu par les festivaliers et la critique — Beineix est même insulté — est un échec commercial.
En 1984, Jean-Jacques Beineix crée sa propre société de production, Cargo Films, afin de préserver son indépendance artistique. À partir des années 1990, il y concevra également des films documentaires,.
En 1986, 37°2 le matin, le premier long-métrage produit par la société, sera un immense succès public. Adapté du roman éponyme de Philippe Djian, vu à sa sortie en France par 3,6 millions de spectateurs et parvenu depuis au statut de film culte, il révèle Béatrice Dalle, alors inconnue, aux côtés de Jean-Hugues Anglade. Nommé à neuf reprises aux César, 37°2 le matin fut également nommé à l'Oscar du meilleur film étranger. L'actrice et chanteuse Dalida présente à la cérémonie des César critique sévèrement le jury qui n'a accordé au film de Beineix que le César de la meilleure affiche.
En 1989, sort Roselyne et les Lions dans lequel Beineix lance à nouveau une inconnue, Isabelle Pasco, mais c’est encore une fois un fiasco critique et commercial : « Belle image, comme toujours, mais la magie n’opère pas dans un monde du cirque fantasmé, trop irréel. »
En 1992, c’est au tour d'IP5 de connaître la débâcle : la mort brutale d’Yves Montand au cours du tournage nourrit l’insidieuse rumeur qui accuse Jean-Jacques Beineix de ne pas avoir assez ménagé l'acteur. Cette polémique pénalise le film, qui est encore une fois un échec commercial. Rumeur pourtant contredite par Carole Amiel, la dernière compagne d’Yves Montand, qui expliquera plus tard dans un ouvrage consacré à ce dernier que, présumant de ses forces, il répétait son prochain récital à Bercy les soirs où il tournait avec Beineix : « La polémique a été très injuste pour Jean-Jacques qui avait pris toutes les précautions. », dira-t-elle. « Les Français ont été tellement choqués, surpris et tristes qu’il a fallu trouver un coupable. »
Très affecté par ces circonstances, Beineix ne tournera plus de longs métrages pendant une dizaine d’années et se dirigera vers la réalisation et la production de documentaires pour la télévision. Il réalise notamment Loft Paradoxe en mai 2002 à la suite du succès de l'émission Loft Story sur M6.
Par ailleurs, il reçoit de nombreuses propositions à Hollywood. Toutefois, il refuse notamment Le Nom de la rose, Evita ainsi que Alien 3. Il donne tout de même son accord pour réaliser une adaptation de Chapeau melon et bottes de cuir, mais, après avoir critiqué le scénario, il s'écarte du projet.
En 2001, après neuf ans d'absence au cinéma, il réalise Mortel Transfert avec Jean-Hugues Anglade et Hélène de Fougerolles, tentative de retour avorté qui est un échec critique et commercial complet. Il déclare d'ailleurs que ce film l'endette fortement car il y a investi tout ce qu’il possède et « tout ce que j’ai pu apprendre en plus de quarante années de cinéma où j’ai commencé stagiaire et fini producteur, réalisateur, et scénariste. Mais tout multiplié par presque zéro, ça fait toujours zéro et cette leçon de vie a été terrible. Je ne m’en suis pas relevé »
À l'automne 2006, il publie ses mémoires, Les Chantiers de la gloire, dans lesquels il évoque une partie de son enfance et de sa carrière cinématographique. Le livre témoigne de la production et du tournage de ses trois premiers longs métrages : Diva, La Lune dans le caniveau et 37°2 le matin. Il devait s'agir de la première partie d'une série de deux livres, dont il n'écrira finalement jamais le second.
En 2008, il réalise un film institutionnel pour le CNRS qui s’inscrit dans le rajeunissement de l’identité de l’organisme scientifique : L2i (les Deux infinis). D’une durée de 17 min, ce film présente la diversité des recherches conduites par le CNRS en physique, climatologie, astronomie et sciences humaines : « Le monde de la recherche est très proche de celui des artistes. Nous sommes habités par la conviction, la générosité et la passion. »
Un an plus tard, il est nommé parrain du festival CinémaScience, un festival de longs métrages de fiction organisé par le CNRS à Bordeaux,,.
En 2013, il tente d'adapter Au revoir là-haut, de Pierre Lemaitre, prix Goncourt 2013. Cette histoire de rescapés de la Première Guerre mondiale lui rappelle en effet les histoires que lui contait son grand-père. Le projet échoue. C'est finalement Albert Dupontel qui adapte le roman : le film du même titre sort en 2017. Il souhaite également adapter Le Démon de Hubert Selby, Jr. dont il possède les droits et envisage également l'adaptation de Longtemps je me suis couché de bonne heure de Jean-Pierre Gattégno.
En 2015, il réalise sa première mise en scène théâtrale au Lucernaire, à Paris, inspirée de la vie de Kiki de Montparnasse.
Fin 2016, il est président du jury du 29e festival international du film de Tokyo.
En 2020, il publie son premier roman : Toboggan, couronné par le prix des lecteurs du magazine Notre temps, chronique d’un amour déçu qui ressemble beaucoup  à une confession autobiographique et « dans lequel il fait part d'une réflexion sans concession sur le sens de sa vie et les liens entre l'amour et l’art. »
En 2020 également, il critique l'esclandre d'Adèle Haenel, lors de la 45e cérémonie des César, contre la présence, en sélection, du film de Roman Polanski, J'accuse. Il invite à ne pas laisser penser que « tous les hommes sont des violeurs ».

### Mort et hommages
Jean-Jacques Beineix meurt à son domicile parisien le 13 janvier 2022 à l'âge de 75 ans, des suites d'une leucémie, entouré de son épouse Agnès et de sa fille Frida,, née d'une relation antérieure avec l'actrice Valentina Sauca.
Unifrance lui rend hommage en ces termes : « [...] Une personnalité singulière du cinéma français, légataire d'une certaine vision du cinéma, où la couleur, le cadre, l'atmosphère et la fulgurance de certains plans conféraient aux films une forme d'absolu. On ne pourra oublier les décors qu'Hilton McConnico avait conçus pour La Lune dans le caniveau, les claquements de fouet d'Isabelle Pasco dans Roselyne et les Lions, ou Yves Montand s'enfonçant lentement dans un étang dans IP5 - l'île aux pachydermes. »
Ses obsèques sont célébrées au matin du 20 janvier en l'église Saint-Roch de Paris. Il est incinéré.

## Galerie

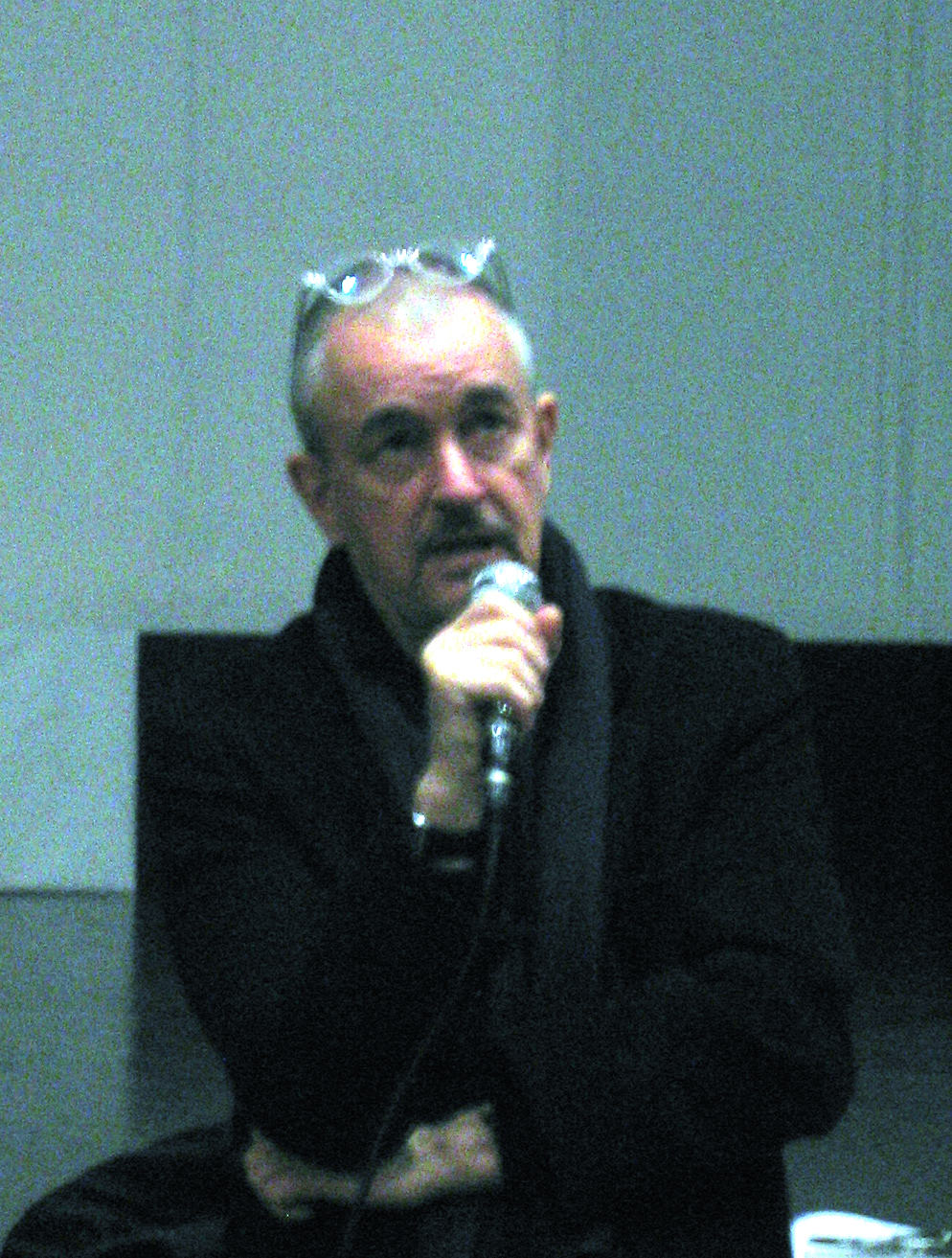
Jean-Jacques Beineix à la Maison de la Culture lors du 26e festival international du film d'Amiens en 2006.
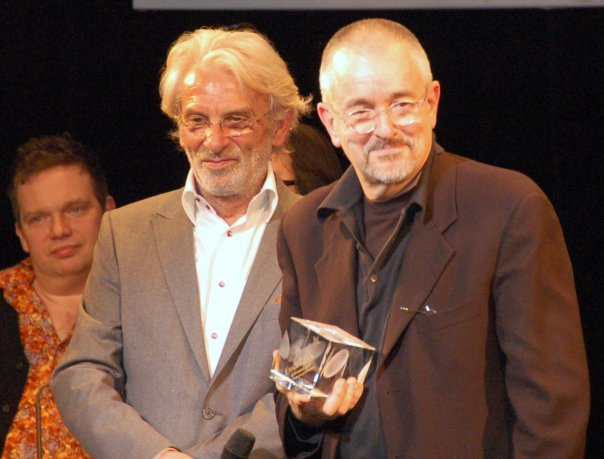
Jean-Jacques Beineix reçoit l’Étoile d’honneur aux Étoiles d'or du cinéma français en 2009.
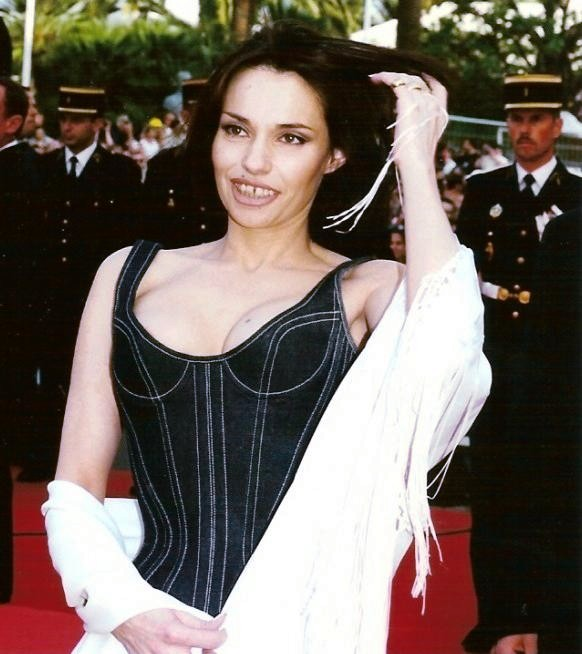
Béatrice Dalle, l'actrice principale de 37º2 le matin.
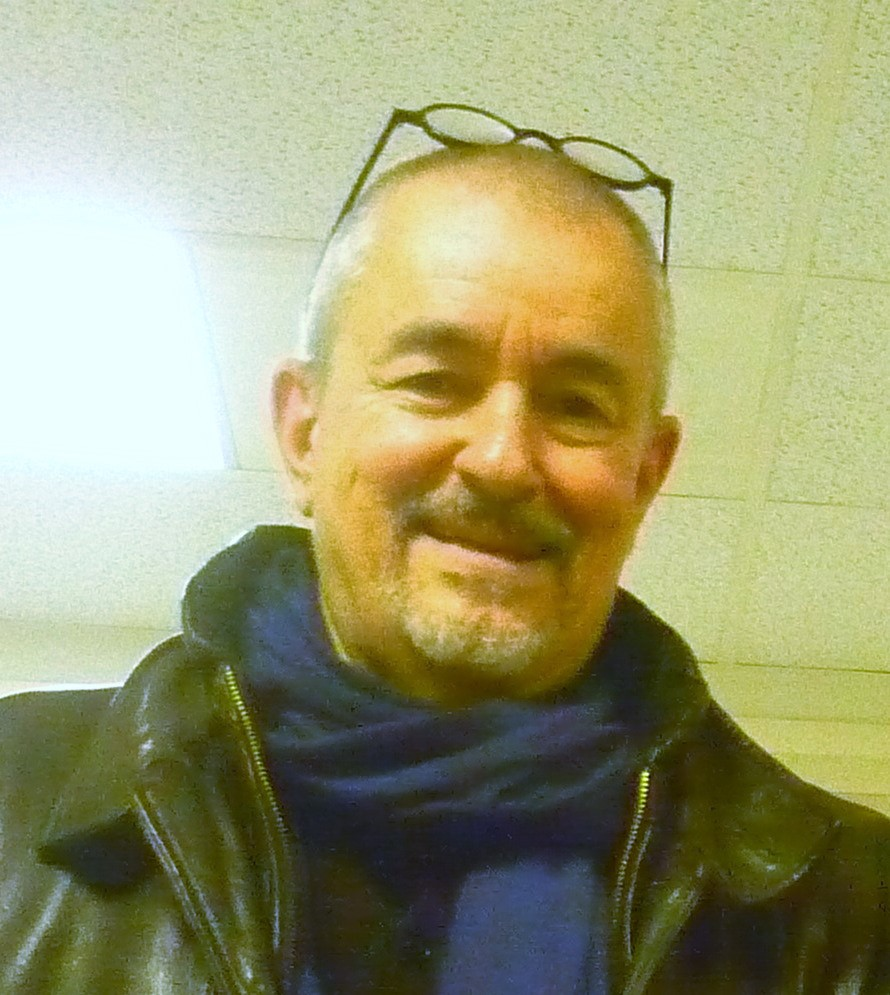
Jean-Jacques Beineix en 2013.

## Filmographie

### En tant que réalisateur

#### Longs métrages
- 1981 : Diva
- 1983 : La Lune dans le caniveau
- 1986 : 37°2 le matin
- 1989 : Roselyne et les Lions
- 1992 : IP5 - L'île aux pachydermes
- 2001 : Mortel transfert

#### Court-métrage
- 1977 : Le Chien de Monsieur Michel[6]

#### Clip vidéo
- 1986 : Clip socialiste (clip du Parti socialiste pour la campagne des élections législatives[35]).

#### Documentaires
- 1992 : Les Enfants de Roumanie
- 1993 : Otaku : fils de l'empire du virtuel
- 1994 : Place Clichy sans complexe
- 1994 : making-of des Ailes du courage de Jean-Jacques Annaud
- 1997 : Assigné à résidence
- 2002 : Loft Paradoxe
- 2010 : On bosse ici ! On vit ici ! On reste ici ! (réalisation avec le Collectif des cinéastes)
- 2012 : Les Gaulois au-delà du mythe, France, 96 min[36]

### En tant qu'assistant réalisateur
- 1970 : Le Cinéma de papa de Claude Berri
- 1971 : La Course du lièvre à travers les champs de René Clément
- 1972 : The Day the Clown Cried de Jerry Lewis
- 1973 : Défense de savoir de Nadine Trintignant
- 1973 : Par le sang des autres de Marc Simenon
- 1975 : La Course à l'échalote de Claude Zidi
- 1976 : L'Aile ou la Cuisse de Claude Zidi
- 1977 : L'Animal de Claude Zidi
- 1978 : French Postcards de William Huyck

### En tant que scénariste
- 1985 : L'Épi d'or, téléfilm de Fabrice Cazeneuve : coscénariste avec Olivier Mergault

### En tant que producteur
- 2006 : Requiem for Billy the Kid d'Anne Feinsilber (film-documentaire)
- 2006 : Allez, Yallah ! de Jean-Pierre Thorn (documentaire)
- 2006 : Cosmic Connexion d'Anne Jaffrenou et Marie Cuisset (documentaire)
- 2007 : L'énigme du deuxième tableau de Muriel Edelstein (documentaire)

## Théâtre
Mise en scène
- 2015-2016 : Kiki de Montparnasse, au Lucernaire (Paris). La biographie musicale et en chansons de Kiki de Montparnasse (1901-1953)[27].

## Ouvrages

### Autobiographie
- Jean-Jacques Beineix, Les Chantiers de la gloire : mémoires, Paris, Fayard, 2006, 835 p. (ISBN 2-213-61248-X).

### Roman
- Toboggan, Éditions Michel Lafon, 2020.

### Bandes dessinées
- L'Affaire du siècle, dessinée par Bruno de Dieuleveult (adaptation du roman La Vierge de glace de Marc Behm) ;

1. Château de vampire à vendre, Glénat, coll. Grafica, 2004 ;
2. Vampire à louer, Au Diable Vauvert / Cargo Films, 2006.

## Distinctions
- 1977 : Le Chien de Monsieur Michel, court-métrage, 1er prix au festival Off-Courts Trouville.
- 1979 : Le Chien de Monsieur Michel, nomination au César du meilleur court métrage de fiction.
- 1981 : Diva :
  - César de la meilleure première œuvre
  - César de la meilleure musique : Vladimir Cosma.
  - César de la meilleure photographie : Philippe Rousselot
  - César du meilleur son : Jean-Pierre Ruh
  - Prix de la critique au Festival international du film de Toronto
  - nomination en tant que « Meilleur réalisateur » à la National Society of Film Critics (NSFC)
- 1984 : La Lune dans le caniveau
  - César des meilleurs décors : Hilton McConnico
  - nomination au César de la meilleure actrice dans un second rôle : Victoria Abril
  - nomination au César de la meilleure photographie : Philippe Rousselot
  - nominations au Festival de Cannes : Palme d'Or, Grand Prix, Prix du Jury, Prix du Jury œcuménique, Prix de la jeunesse, Grand Prix du cinéma de création, Prix de la meilleure contribution artistique au Festival International du Film
  - nomination au BAFTA Award du meilleur film étranger
- 1986 : 37°2 le matin
  - César de la meilleure affiche pour Christian Blondel
  - nominations au César du meilleur film, César de la meilleure réalisation, César du meilleur acteur, César de la meilleure actrice, César de la meilleure musique originale, César du meilleur acteur dans un second rôle, César de la meilleure actrice dans un second rôle, César du meilleur montage, BAFTA Award du meilleur film étranger, Golden Globe du meilleur film en langue étrangère, et à l'Oscar du meilleur film international
  - Festival des films du monde de Montréal : Grand Prix des Amériques
  - Prix du meilleur film en langue étrangère de la société des critiques de Boston
- 1992 : IP5 :
  - Prix Golden Space Needle du meilleur réalisateur  et du meilleur film au Festival international du film de Seattle.
- 2009 :
  - Étoile d’or d’honneur aux Étoiles d'or du cinéma français attribuée à Jean-Jacques Beineix[37].